# Livingstone supongo
Livingstone supongo es un videojuego de tipo videoaventura desarrollado por la empresa española Opera Soft en 1986 para los ordenadores de la época Sinclair ZX Spectrum, MSX, Amstrad CPC, Amstrad PCW, Commodore 64, Atari ST y PC. En el Reino Unido fue distribuido por Alligata Software como Livingstone, I Presume.

## Trama
En el juego se encarna al histórico explorador Henry Stanley en su búsqueda por el África de la época colonial al misionero y explorador David Livingstone. Para ello el jugador cuenta con 3 armas (boomerang, cuchillo, granada) y una pértiga con la que rebasar grandes obstáculos, además de su propio salto. En el camino se interponen desde animales hasta nativos a través de ríos, junglas, poblados, minas, templos malditos y cuevas oscuras.

## Estructura
Está dividido en dos partes. En la primera deberemos avanzar a través del mapa hasta encontrar el templo y a la vez localizar las cinco gemas preciosas sin las cuales no nos será permitido entrar al templo y por tanto finalizar el juego. Una vez localizado el templo una nativa nos obsequiará danza. La segunda zona del juego tiene un carácter más lineal, contando con una gran dificultad.

## Secuela
La historia continúa en la secuela, publicada en 1989, Livingstone supongo II.

## Final
La excesivamente simple escena final del juego estuvo condicionada por la escasez de memoria de que se disponía tras el desarrollo del resto de la aventura

## Autores
- Programa: José Antonio Morales Ortega
- Gráficos: Carlos A. Díaz de Castro

## Enlaces relacionados
- Livingstone supongo en Computer Emuzone
- Livingstone supongo en World of Spectrum (en inglés)
- Livingstone supongo en MobyGames
- Análisis de Livingstone Supongo de MSX en MSX Spain

- Datos: Q3395615